# Gert Potgieter
Gert Potgieter, wł. Gerhardus Cornelius Potgieter (ur. 16 kwietnia 1937 w Pietermaritzburgu) – południowoafrykański lekkoatleta, płotkarz, dwukrotny mistrz igrzysk Imperium Brytyjskiego i Wspólnoty Brytyjskiej, olimpijczyk.
Zajął 6. miejsce w biegu na 400 metrów przez płotki na igrzyskach olimpijskich w 1956 w Melbourne.
20 kwietnia 1957 w Queenstown ustanowił rekord świata w biegu na 440 jardów przez płotki czasem 50,7 s.
Zwyciężył w biegu na 440 jardów przez płotki (przed obrońcą tytułu Davidem Leanem z Australii i Bartonjo Rotichem z Kenii) oraz w sztafecie 4 × 440 jardów (w składzie: Gerald Evans, Potgieter, Gordon Day i Malcolm Spence) na igrzyskach Imperium Brytyjskiego i Wspólnoty Brytyjskiej w 1958 w Cardiff. W biegu na 440 jardów przez płotki poprawił wówczas rekord świata z czasem 49,7 s.
Po raz trzeci poprawił rekord świata w biegu na 440 jardów przez płotki na 49,3 s 16 kwietnia 1960 w Bloemfontein. Był jednym z faworytów do zwycięstwa na dystansie 400 metrów przez płotki na igrzyskach olimpijskich w 1960 w Rzymie, jednak na krótko przed igrzyskami uległ wypadkowi samochodowemu w Niemczech, w wyniku którego całkowicie utracił wzrok w jednym oku i częściowo w drugim, co uniemożliwiło mu start w igrzyskach.
Był mistrzem Południowej Afryki w biegach na 220 jardów przez płotki i 400 metrów przez płotki w 1960 oraz w dziesięcioboju w 1966.
Rekord życiowy Potgietera w biegu na 400 metrów przez płotki wynosił 49,0 s; został ustanowiony 19 grudnia 1959 w Port Elizabeth.
Jego żoną jest Renate Junker, niemiecka lekkoatletka, która zajęła 4. miejsce w skoku w dal na igrzyskach olimpijskich w 1960 w Rzymie.